# شهرستان شارویسکی
شهرستان شارویسکی (به لاتین: Sharoysky District) یک شهرستان در روسیه است که در چچن واقع شده‌است.